# Бинди Ервин
Бинди Су Ервин (енгл. Bindi Sue Irwin; 24. јул 1998) аустралијска је певачица, конзерваторка и телевизијска личност. Када је имала девет година, водила је документарну ТВ серију Bindi the Jungle Girl. Поред посла конзерваторке бави се и плесом, реповањем и фитнесом. Победила је у дведесет и првој сезони такмичења Плес са звездама, у Сједињним Државама.

## Биографија
Бинди је рођена у Будериму у Квинсленду, 24. јула 1998. године. Њени родитељи су Стив Ервин (1962—2006), аустралијски природњак и телевизијска личност и Тери Ервин, конверзаторка, ауторка и власница Аустралијског зоо врта. Њен брат Роберт Ервин је телевизијска личност и фотограф, а њен деда Боб Ервин био је природњак и херпетолог. Бинди се на телевизији први пут појавила када је имала две године. Појављивала се у телевизијским емисијама које је водио њен отац, укључујући емисију Ловац на крокодиле, а појавила се и у главној улози у филму The Wiggles: Wiggly Safari из 2002. године. Бинди је ирског и енглеског порекла, држављанка Аустралије и Сједињених Држава.
Када је Бинди имала годину дана, њена баба Лин Ервин погинула је у саобраћајној несрећи 11. фебруара 2000. године. Њен деда Боб се након тога оженио са Џуди Ервин. Њен отац Стив Ервин је био познати аустралијски природњак и телевизијски водитељ, а погинуо је на снимању серијала „Најопасније океанске животиње“ (енгл. The Ocean's Deadliest) од убода раже, 4. септембра 2006. године. Бинди и њена мајка наставиле су са телевизијским радом у емисији коју је водио Стив.
У јулу 2019. године верила се за Чендлера Пауела, америчког професионалног векбордера са Флориде.

## Каријера
Бинди је била водитељка документарне дечје емисије о дивљим животињама под називом Bindi the Jungle Girl која се приказивала у двадесет и шест делова на Дискавери кидс каналу. Њен отац Стив Ервин снимио је велики број емисија пре смрти у септембру 2006. године. Емисија коју је водила Бинди премијерно се емитовала у јуну 2007. године. Дана 20. септембра 2006. године након смрти оца, Бинди је добила овације након што је упутила похвале свом оцу, пред 5000 људи, а пренос програма је пратило више од 300 милиона гледалаца широм света. У недељној анкети 2006. године, њен говор је добио 43 одсто гласова и проглашен је телевизијским тренутком године. Њена мајка изјавила је да је Бинди имала малу помоћ, сама саставила говор о свом оцу.
У јуну 2007. године Бинди је била домаћин америчке телевизијске емисије под називом Мој отац ловац на крокодиле, која је приказивана у част Стива Ервина. Објавила је два филма дечјег фитнеса на DVD формату.
Заједно са бендом The Crocmen отпевала је песму Trouble in the Jungle премијерно у телевизијској емисији Today, у новембру 2007. године, када је научила да свира клавир. У септембру 2006. године Бинди се појавила на насловној страница аустралијског магазина New Idea и постала најмлађа особа која се појавила на насловној страни тог магазина. Почетком јануара 2007. године појавила се у телевизијским емисијама The Ellen DeGeneres Show и Late Show with David Letterman, а касније те године промовисала је свој нови филм под називом Bindi Kid Fitness, који је објављен на DVD формату. Током 2007. године, појавила се у емисији Larry King Live, а крајем године додељена јој је награда Логи, за „Најистакнутији дечју шоу”, The Upside Down Show.
Крајем новембра 2007. године Бинди се заједно са мајком Тери појавила на Мецијевој паради поводом дана Захвалности и изводила песме са њеног албума Trouble In The Jungle. Дана 4. маја 2008. године Бинди је освојила Логи награду у категорији „Нови млади таленат”, а 13. јуна 2008. године награду Daytime Emmy и уједно постала најмлађа добитница те награде.
Десет процената од њене зараде одлази у добротворну организацију Wildlife Warriors коју је основала њена породица 2002. године.
У филму Free Willy: Escape from Pirate's Cove који је објављен 23. марта 2010. године, Бинди је имала улогу Кире. Године 2012. била је домаћин емисије на тему дивљих животиња, под називом Bindi's Bootcamp, која је снимана у Аустралијском зоо врту, где су такмичари имали изазове како би научили и тестирали знање о дивљини. Имала је улогу у филму америчко-аустралијске продукције под називом Нимово острво, а филм је приказан 2008. године. Такође, појавила се у епизоди Mirror rorriM, канадске ТВ серије My Babysitter's a Vampire.
Године 2013. била је на кратком гостовању у ријалити шоу емисији Велики брат у Аустралији, а у марту наредне године појавила се у ТВ емисији Good Morning America са породицом, током које је успоставила сарадњу са животињским тематским парком SeaWorld. Породица Ервин је након овог подухвата критикована од стране ПЕТА, организације за заштиту права животиња, јер је компанија са којом је Бинди потписала уговор оптужена за злостављање животиња. У октобру 2014. године, освојила је награду „Млади конзерватор године”, коју јој је доделио медиј Australian Geographic. У августу 2015. године такмичила се у емисији Плес са звездама, у Сједињеним Државама, током двадесет и прве сезоне, у којој је победила 24. новембра 2015. године.
Током 2019. године била је гост на такмичењу Плес са звездама Аустралије, у шестанестој сезони.

### Музичка каријера
Дана 27. новембра 2006. године објавила је дебитантски албум Bindi Kid Fitness са Стивом Ервином и бендом The Crocmen. Годину дана касније, 17. новембра 2007. године, Бинди је објавила први сингл под називом rouble In The Jungle и на њему је реповала. На синглу се налази и песма My Daddy The Crocodile Hunter коју је посветила оцу. Након тога објавила је албум Bindi Kid Fitness 2 Jungle Dance Party 11. октобра 2008. године, а већи део каријере наступала је са својим бендом . Од 2009. године наступала је са новим бендом под називом The Jungle Girls. Трећи студијски албум под називом Bindi and The Jungle Girls African Dance Party објавила је 2013. године, а четврти 2016. под називом Bindi and The Jungle Girls Bindi's Island Dance Party